# Homestead (Pennsylvanie)
Pour les articles homonymes, voir Homestead.
Homestead est un borough du comté d'Allegheny dans l'État de Pennsylvanie, aux États-Unis. Sa population était de 3 165 habitants lors du recensement de 2010. Le borough est situé dans la région métropolitaine de Pittsburgh et il fut le centre de la grève historique de Homestead en 1892.

## Histoire
En 1892, la ville est le théâtre d'un important affrontement entre syndicalistes et agents de Pinkerton. 
L'homme d'affaires Henry Clay Frick avait fait diminuer de 18 % les salaires des sidérurgistes. Ces derniers se déclarèrent en grève et Frick fit intervenir 300 hommes de main de la Pinkerton National Detective Agency pour les attaquer. Dans les affrontements qui suivirent, neuf ouvriers et 7 hommes de Pinkerton furent tués. La justice s'en prit uniquement aux grévistes : 167 furent arrêtés, 37 inculpés de meurtre et 27 de trahison contre l’État de Pennsylvanie. Le mouvement de grève fut brisé et les travailleurs votèrent l'acceptation de la diminution des salaires et la reprise du travail.